# Wallacispa
Wallacispa là một chi bọ cánh cứng trong họ Chrysomelidae.
Chi này được miêu tả khoa học năm 1940 bởi Uhmann.

## Các loài
Các loài trong chi này gồm:
- Wallacispa javana (Uhmann, 1955)
- Wallacispa tibialis (Uhmann, 1931)